# Hans Daniel Jensen
Hans Daniel Jensen (Hamburg, 25. lipnja 1907. – Heidelberg, 11. veljače 1973.), njemački nuklearni fizičar. Bio je profesor u Heidelbergu od 1949. Objasnio je visoku stabilnost atomskih jezgri uvođenjem nuklearnoga kvantnog broja i time neovisno o M. Goeppert-Mayer postavio teoriju slojevite strukture atomske jezgre. Za taj rad dobio je 1963., zajedno s M. Goeppert-Mayer i E. P. Wignerom, Nobelovu nagradu za fiziku.

## Model ljusaka
Model ljusaka opisuje jezgru atoma kao da je izgrađena od međusobno neovisnih ljusaka protona i neutrona djelomično analognih ljuskama koje opisuju raspored elektrona u atomu. Razvila ga je M. Goeppert-Mayer (1949.). Stabilnost jezgre ovisi o broju nukleona, a najstabilnije su jezgre punih ljusaka koje imaju magični broj protona i neutrona. One su i sferno simetrične. Nuklearna deformacija u modelu ljusaka je odstupanje jezgre od sferične ili osne simetrije; povezana je s kolektivnim gibanjima nukleona. Ona dovodi do pobuđenja valentnih nukleona, ali i do dinamičkih deformacija (vibracija) te statičkih deformacija (rotacija). Za razvoj modela deformiranih jezgri zaslužni su G. Alaga te A. N. Bohr, B. R. Mottelson i J. Rainwater.